# Wilzhaus
Wilzhaus ist eine Hofschaft in der bergischen Großstadt Solingen.

## Lage und Beschreibung
Wilzhaus befindet sich im Norden des Stadtteils Ohligs unmittelbar westlich der Bahnstrecke Haan-Gruiten–Köln-Deutz und des Industriegebietes Monhofer Feld nahe der Stadtgrenze zu Haan. Die zu dem Ort gehörenden Gebäude, darunter sind auch einige  historische Fachwerkhäuser des Bergischen Stils, liegen an zwei Stichstraßen, die vom Wilzhauser Weg abzweigen und den Namen der Hofschaft tragen. Am Übergang vom Wilzhauser Weg zum Caspersbroicher Weg befindet sich ein Bahnübergang. Bei Wilzhaus entspringt überdies der Wilzhauser Bach, der bei der südlich gelegenen Broßhauser Mühle in den Lochbach mündet.
Benachbarte Orte sind bzw. waren (von Nord nach West): Buschenhausen, Brucherkotten, Müllersberg (auf Haaner Stadtgebiet), Caspersbroich, Monhof, Engelsberg, Schleifersberg, Schnittert, Keusenhof und Kuckesberg (auf Solinger Stadtgebiet).

## Etymologie
Der Ortsname Wilzhaus könnte von dem Wort Wildhaus abgeleitet sein, vermutlich bestand ab dem 16. Jahrhundert in dem Ort das Jagdhaus der Besitzer des Schlosses Caspersbroich.

## Geschichte
Die Geschichte der Hofschaft Wilzhaus lässt sich bis in das 16. Jahrhundert zurückverfolgen. Die erste urkundliche Erwähnung erfolgte im Jahre 1594 als Wilßhaus. Im Jahre 1715 ist der Ort in der Karte Topographia Ducatus Montani, Blatt Amt Solingen, von Erich Philipp Ploennies mit einer Hofstelle verzeichnet und als Wilzhusen benannt. Der Ort gehörte zur Honschaft Schnittert innerhalb des Amtes Solingen. Die Topographische Aufnahme der Rheinlande von 1824 verzeichnet den Ort allerdings nicht. Die Preußische Uraufnahme von 1844 verzeichnet ihn als Willshausen. In der Topographischen Karte des Regierungsbezirks Düsseldorf von 1871 ist der Ort ebenso als Wilzhaus verzeichnet, ebenso wie in der Preußischen Neuaufnahme von 1893.
Nach Gründung der Mairien und späteren Bürgermeistereien Anfang des 19. Jahrhunderts gehörte Wilzhaus zur Bürgermeisterei Merscheid, die 1856 zur Stadt erhoben und im Jahre 1891 in Ohligs umbenannt wurde.
1815/16 lebten zehn, im Jahr 1830 37 Menschen im als Weiler bezeichneten Wohnplatz. 1832 war der Ort weiterhin Teil der Honschaft Merscheid innerhalb der Bürgermeisterei Merscheid, dort lag er in der Flur IV. Bavert. Der nach der Statistik und Topographie des Regierungsbezirks Düsseldorf als Hofstadt kategorisierte Ort besaß zu dieser Zeit zehn Wohnhäuser und zehn landwirtschaftliche Gebäude. Zu dieser Zeit lebten 45 Einwohner im Ort, allesamt evangelischen Bekenntnisses. Die Gemeinde- und Gutbezirksstatistik der Rheinprovinz führt den Ort 1871 mit neun Wohnhäuser und 55 Einwohnern auf. Im Gemeindelexikon für die Provinz Rheinland von 1888 werden elf Wohnhäuser mit 73 Einwohnern angegeben. 1895 besitzt der Ortsteil elf Wohnhäuser mit 77 Einwohnern.
Das weitläufige, zumeist landwirtschaftlich genutzte Gebiet rund um Wilzhaus war seit Mitte des 19. Jahrhunderts zweimal Dreh- und Angelpunkt des Eisenbahnbaus. Die Bahnstrecke Gruiten–Köln-Deutz wurde von 1864 bis 1867 auf einem Damm durch das Ittertal im (Nord-)Westen von Wilzhaus errichtete. Bei der Hofschaft Hüttenhaus entstand der Bahnhof Ohligs-Wald, der spätere Bahnhof (Solingen-)Ohligs und heutige Solinger Hauptbahnhof. Die Bahnstrecke Düsseldorf–Ohligs, die südlich von Wilzhaus trassiert wurde, konnte auf dem Abschnitt von Hilden bis Ohligs im Jahre 1894 fertiggestellt werden, seit 1979/80 diente sie ausschließlich dem S-Bahn-Verkehr, wird seit Dezember 2022 aber auch vom Düssel-Wupper-Express befahren.
Mit der Städtevereinigung zu Groß-Solingen im Jahre 1929 wurde Wilzhaus ein Ortsteil Solingens. Nach dem Zweiten Weltkrieg wurde der Wilzhauser Weg in seiner heutigen Länge angelegt und in der Nachkriegszeit sukzessive bebaut. Bis heute haben sich in Wilzhaus allerdings einige historische Fachwerkhäuser erhalten.